# Gmina Pałecznica
Die Gmina Pałecznica ist eine Landgemeinde im Powiat Proszowicki der Woiwodschaft Kleinpolen in Polen. Ihr Sitz ist das gleichnamige Dorf.

## Gliederung
Zur Landgemeinde (gmina wiejska) Pałecznica gehören folgende Dörfer mit einem Schulzenamt:
Bolów
Czuszów
Gruszów
Ibramowice
Lelowice-Kolonia
Łaszów
Nadzów
Niezwojowice
Pałecznica
Pamięcice
Pieczonogi
Solcza
Sudołek
Winiary